# Stingray VLEO Constellation
Pour les articles homonymes, voir Stingray.
Stingray VLEO Constellation (en anglais constellation  Stingray - raie (le poisson) - à orbite très basse) est une constellation de satellite d'observation de la Terre circulant sur une orbite terrestre ultra basse (250 à 300 kilomètres kilomètres) développée par la start-up américaine EOI Space. Grace à son orbite et à la taille de la constellation (60 satellites sont prévus), elle permettra, selon son concepteur, de fournir des images à très haute résolution (15 centimètres) avec une fréquence de rafraichissement pouvant descendre à 10/15 minutes. 
Le projet est lancé en 2018 et vise à la fois une clientèle militaire, gouvernementale et civile. Il est financé par des donneurs d'ordre militaires. Les satellites mettent en œuvre une architecture spécifique (forme, propulsion électrique, traitement des images à bord) d'une part pour se maintenir en orbite malgré les forces de friction générées par l'atmosphère à l'altitude très basse retenue et d'autre part pour permettre la fourniture des images directement aux utilisateurs finaux sans passer par des étapes de traitement au sol. Un prototype doit être placé en orbite en 2024. 

## Historique
La société EOI Space (EOI est l'acronyme de Earth Observant Inc) est créée en 2017 à Louisville dans le Colorado par trois vétérans de l'industrie spatiale,  spécialistes notamment de la conception de satellites (en particulier de la propulsion) et du traitement des images spatiales. Au cours de l'été 2020 la société décroche deux financements qui lui permettent de lancer le développement de son projet de constellation de satellites : d'une part un contrat dans le cadre du programme SBIR (Small Business Innovative Research) du ministère des armées et d'autre part un contrat de développement dans le cadre de l'incubateur AFWERX de l'Armée de l'Air. En février 2021, EOI Space achève les tests sur banc d'essais du propulseur à effet Hall qu'elle développe pour permettre aux satellites de sa constellation de se maintenir sur leur orbite malgré la trainée atmosphérique. En septembre 2022 la société signe un contrat avec la société SpaceX pour lancer en 2024 un premier satellite permettant de valider la conception de ses satellites. En décembre 2022, la société NTT Data, un important fournisseur d'images satellitaires au Japon, prend une participation de 2,5% dans le capital de EOI Space et obtient les droits exclusifs de commercialisation de ses images sur le marché japonais. 

## Objectifs
EOI Space a pour objectif de répondre à la demande croissante d'images à très haute résolution spatiale pour une fraction des couts habituels grâce à une constellation de satellites circulant sur une orbite très basse. 

## Architecture
Les images satellitaires sont  prises par des satellites circulant sur une orbite dont l'altitude est supérieure à 500 kilomètres. L'orbite très basse (entre 200 et 500 kilomètres) présente pourtant des avantages importants pour ce type d'usage :
- Elle permet d'obtenir des images d'une résolution spatiale identique avec un équipement plus léger et donc un satellite moins couteux.
- La mise en orbite est moins couteuse du fait de l'altitude réduite que doit atteindre  le lanceur.
- Les communications avec le sol sont plus faciles (distance plus faible).
- C'est une orbite peu encombrée car les satellites qui ne sont plus actifs voient leur orbite se dégrader très rapidement du fait de la densité de l'atmosphère résiduelle. Leur destruction intervient au bout de quelques jours à quelques mois selon leur altitude initiale.

Cette orbite présente toutefois plusieurs inconvénients. Le plus évident est la dégradation très rapide de l'orbite sous l'action des forces de friction générées par l'atmosphère résiduelle. Celle-ci exerce par ailleurs des couples de force qui perturbent le pointage des instruments et nécessitent de mettre en oeuvre des actuateurs capable de les neutraliser. On trouve à cette altitude une forte densité d'oxygène sous forme atomique (la molécule d'oxygène est cassée par le rayonnement ultraviolet) très réactifs qui dégradent  les surfaces exposées à la fois sur le plan chimique et physique. La région qui peut être photographiée par le satellite est moins étendue et la périodicité de revisite est plus longue. Enfin les fenêtres de communication avec le sol sont plus courtes et la transmission des données est plus fortement affectée par les perturbations atmosphériques.
Jusqu'à récemment les inconvénients l'emportaient largement sur les avantages mais les progrès dans le domaine de la propulsion électrique et de la technologie des satellites font que l'orbite très basse constitue une alternative viable pour fournir des images de haute qualité à très bas cout. Le satellite expérimental japonais Super Low Altitude Test Satellite circulant à une altitude de 200 kilomètres entre 2017 et 2019 et le satellite scientifique européen GOCE circulant à une altitude comprise entre 240 et 280 kilomètres entre 2009 et 2013, tous deux maintenus sur leur orbite grace à des moteurs électriques utilisant du xénon, ont démontré la viabilité du recours aux orbites très basses.
EOI Space a fait le choix d'exploiter l'orbite très basse. Elle développe une constellation de satellites positionnés sur cette orbite sur laquelle ils seront maintenus grâce à une propulsion électrique. Les images de très haute résolution seront traitées à bord du satellite pour permettre leur utilisation directe par des utilisateurs finaux équipées de stations de réception pour répondre par exemple à des besoins militaires tactiques. La taille de la constellation permettra une fréquence de visite comprise entre 10 et 15 minutes.

## Caractéristiques techniques
Stingray est un satellite stabilisé 3 axes d'environ 330 kg, long de 2 mètres, et en forme d'aile delta une fois les panneaux solaires déployés. La section frontale du satellite (dans le sens du déplacement) est réduite de manière à limiter les forces friction. Les cellules photovoltaïques recouvrent complètement la face supérieure tournée vers le Soleil. Les images collectées sont transmises en  bande Ka  (26,5 to 40 GHz) selon un protocole compatible avec les normes TITAN (Tactical Intelligence Targeting Access Node) et AMBS (Airborne Battle Management System) utilisées respectivement par l'Armée de Terre et l'Armée de l'Air américaine. Les images prises par la caméra du satellite sont analysées et retraitées à bord du satellite de manière à pouvoir alimenter directement l'utilisateur final. Pour maintenir le satellite sur son orbite malgré les forces de friction de l'atmosphère, le satellite utilise un propulseur électrique à effet Hall développé en interne, baptisé HET-X. Celui-ci, d'une masse inférieure à 2 kilogrammes, a une poussée comprise entre 20 et 150 milliNewtons pour une consommation électrique comprise entre 350 et 2500 Watts. L'impulsion spécifique est comprise entre 1300 et 2200 secondes. Le satellite emporte suffisamment d'ergols pour fournir un delta-V de 2 kilomètres par seconde et porter la durée de vie à 5 ans.

## Instrumentation
Le seul instrument emporté est une caméra multi-spectrale qui sera dans une premier temps acquise auprès d'un fournisseur externe mais à terme sera développée en interne. Elle fournit des images avec une résolution spatiale de 15 centimètres en panchromatique (450 - 800 nanomètres) et dans trois bandes spectrales : bleu (450 - 520 nm), vert (520 - 600 nm) et rouge (630 - 690 nm). La fauchée est de 5 x 50 km. La fréquence de revisite est de 1,5 jours abaissée à 10/15 minutes pour la constellation complète.

## Déploiement de la constellation
EOI Space a passé un contrat pour le lancement d'un premier satellite Stingray début 2024 par le lanceur Falcon 9 dans le cadre de son programme Rideshare. Le satellite, qui doit valider l'architecture technique de la constellation, sera placé en orbite à une altitude de 500 kilomètres et utilisera sa propulsion pour rejoindre son orbite de travail (250 à 300 kilomètres). La société prévoit de déployer cinq satellites supplémentaires en 2024 et à terme 60 satellites.